# Hjärtsjön (Lenhovda socken, Småland)
Hjärtsjön är en sjö i Uppvidinge kommun i Småland och ingår i Alsteråns huvudavrinningsområde. Sjön är 5,9 meter djup, har en yta på 1,21 kvadratkilometer och är belägen 241 meter över havet. Sjön avvattnas av vattendraget Hökabäcken. Vid provfiske har abborre, gädda, mört och sutare fångats i sjön.

## Delavrinningsområde
Hjärtsjön ingår i det delavrinningsområde (632507-147123) som SMHI kallar för Utloppet av Hjärtsjön. Medelhöjden är 261 meter över havet och ytan är 13,44 kvadratkilometer. Det finns inga avrinningsområden uppströms utan avrinningsområdet är högsta punkten. Hökabäcken som avvattnar avrinningsområdet har biflödesordning 2, vilket innebär att vattnet flödar genom totalt 2 vattendrag innan det når havet efter 116 kilometer. Avrinningsområdet består mestadels av skog (84 procent). Avrinningsområdet har 1,21 kvadratkilometer vattenytor vilket ger det en sjöprocent på 9 procent.